# Estuari del Tajo
L'estuari del Tajo, estuari del riu Tajo, o sovint només Tejo (Tajo en portugués), és un àmbit aquàtic de transició entre el riu Tejo i l'oceà Atlàntic. Al seu voltant emergeix l'Àrea Metropolitana de Lisboa, dividint la Gran Lisboa de la península de Setúbal. És un dels estuaris més grans d'Europa occidental i el major de Portugal.

## Geografia
El travessen dos ponts. El més antic n'és el pont 25 d'Abril (inaugurat al 1966, llavors Pont Salazar), un dels majors ponts suspesos d'Europa. L'altre és el pont Vasco da Gama, de prop de 17 km de llarg i inaugurat al 1998, és en una gran part de la conca de l'estuari del Tejo, la part més ampla i més allunyada de l'oceà Atlàntic, anomenat <i>mar de Palla</i>.

## Història
L'estuari del Tejo fou escenari d'esdeveniments que marcaren la història de la humanitat. En partiren les naus dels descobriments portuguesos que iniciaren l'era dels descobriments europeus, començant a delinear el mapa del món, responsables d'importants avanços tecnològics, ciència nàutica, cartografia i astronomia. L'entrada de la barra de l'estuari del Tejo és la porta atlàntica de Lisboa, per això s'hi construí un conjunt de fortaleses, com ara el Fort de Sâo Julião da Barra, el Fort de Sâo Lourenço do Bugio, i la Torre de Belém, entre d'altres.
Més tard, l'ona que assolà Portugal el dia del terratrèmol de 1755, n'apujà les aigües i negà Lisboa. Aquest desastre devastador, segons Theodor Adorno, va tenir un impacte profund i transformador en la cultura i filosofia europees, molt debatut pels filòsofs il·lustrats. Va marcar el naixement de la sismologia moderna, amb la primera iniciativa de descripció objectiva en l'interrogatori del marqués de Pombal. El primer sistema antisísmic del món va ser també un dels seus llegats, amb una arquitectura que hui és símbol de l'esperit d'iniciativa de l'època. Kant publicà tres textos sobre el terratrèmol, una de les primeres temptatives sistematitzades d'intentar explicar els sismes sense causes sobrenaturals. El pensador Werner Hamacher arriba a defensar la tesi que les conseqüències del terratrèmol s'estengueren al vocabulari de la filosofia. Segons Hamacher, els conceptes de "fonamentació" i "fonaments" de les teories filosòfiques tenen origen en metàfores, i mostren com poden ser fàcilment "sacsejats" per la incertesa. "Sota la impressió exercida pel terratrèmol de Lisboa, que marcà la mentalitat europea en una de les seues èpoques més sensibles, les metàfores de la fonamentació ("ground" = 'sòl' en anglés) i dels sacseigs van perdre la innocència aparent; deixaven de ser meres figures d'estil" (pàg. 263). Hamacher defensa que la certesa fundadora de la filosofia de Descartes va sofrir un considerable sacseig després del terratrèmol.

## Ecosistema

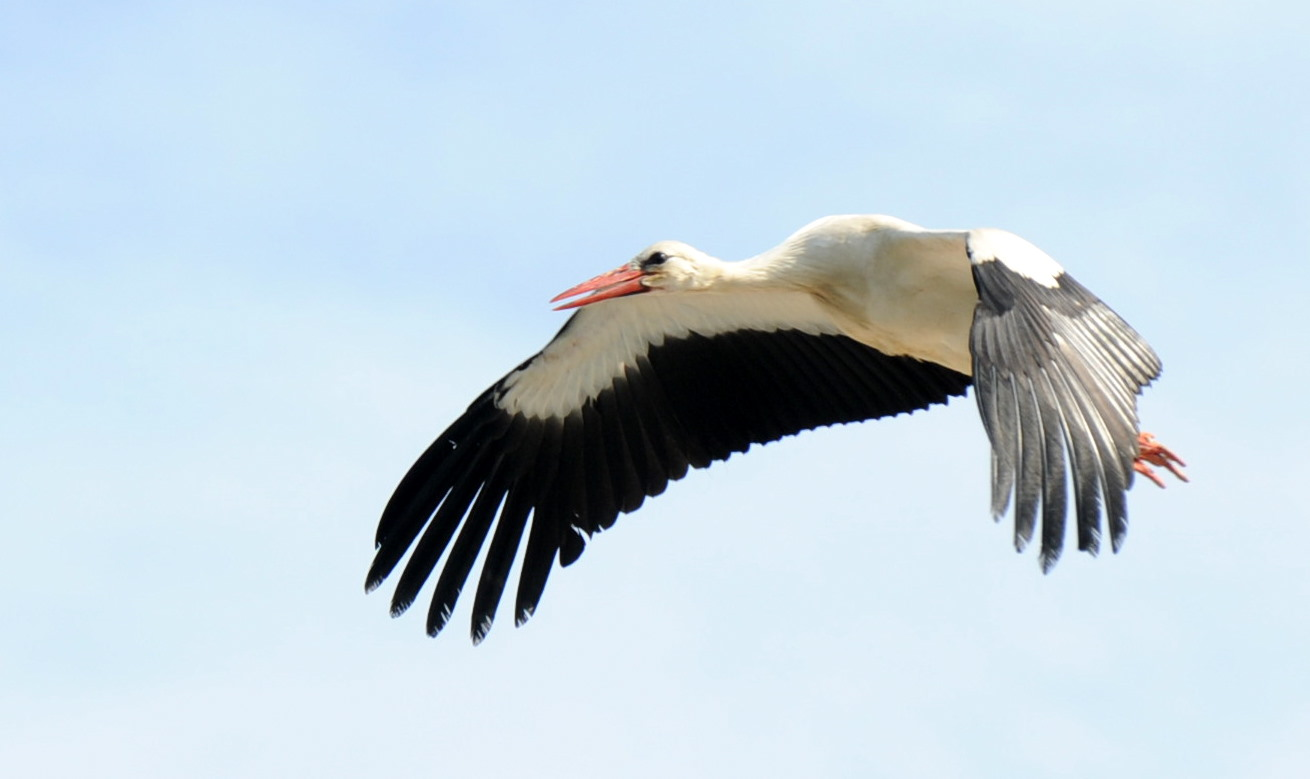

L'estuari del Tejo és la major zona humida del país i una de les més importants d'Europa, un santuari per a peixos, mol·luscs, crustacis i, sobretot, per a aus, que s'hi aturen durant la migració entre el nord d'Europa i Àfrica. Hi alberga regularment 50.000 aus aquàtiques hivernants (flamencs, ànecs, aus limícoles, etc.). A causa de les seues condicions úniques es creà al 1976 una reserva ecològica a la zona superior de l'estuari, la Reserva Natural de l'Estuari del Tejo (RNET), on nien diverses espècies d'aus.
Cada any atraquen centenars de creuers de luxe a Lisboa. A causa de la gran pol·lució de l'estuari van deixar d'existir dofins de manera permanent. Els darrers anys durant l'estiu n'ha aparegut algun exemplar, però immediatament retornen a l'Atlàntic.